# پولیکارپا (نارینیو)
پولیکارپا (انگلیسی: Policarpa, Nariño) نام شهری در کشور کلمبیا است.